# Julius Schrader

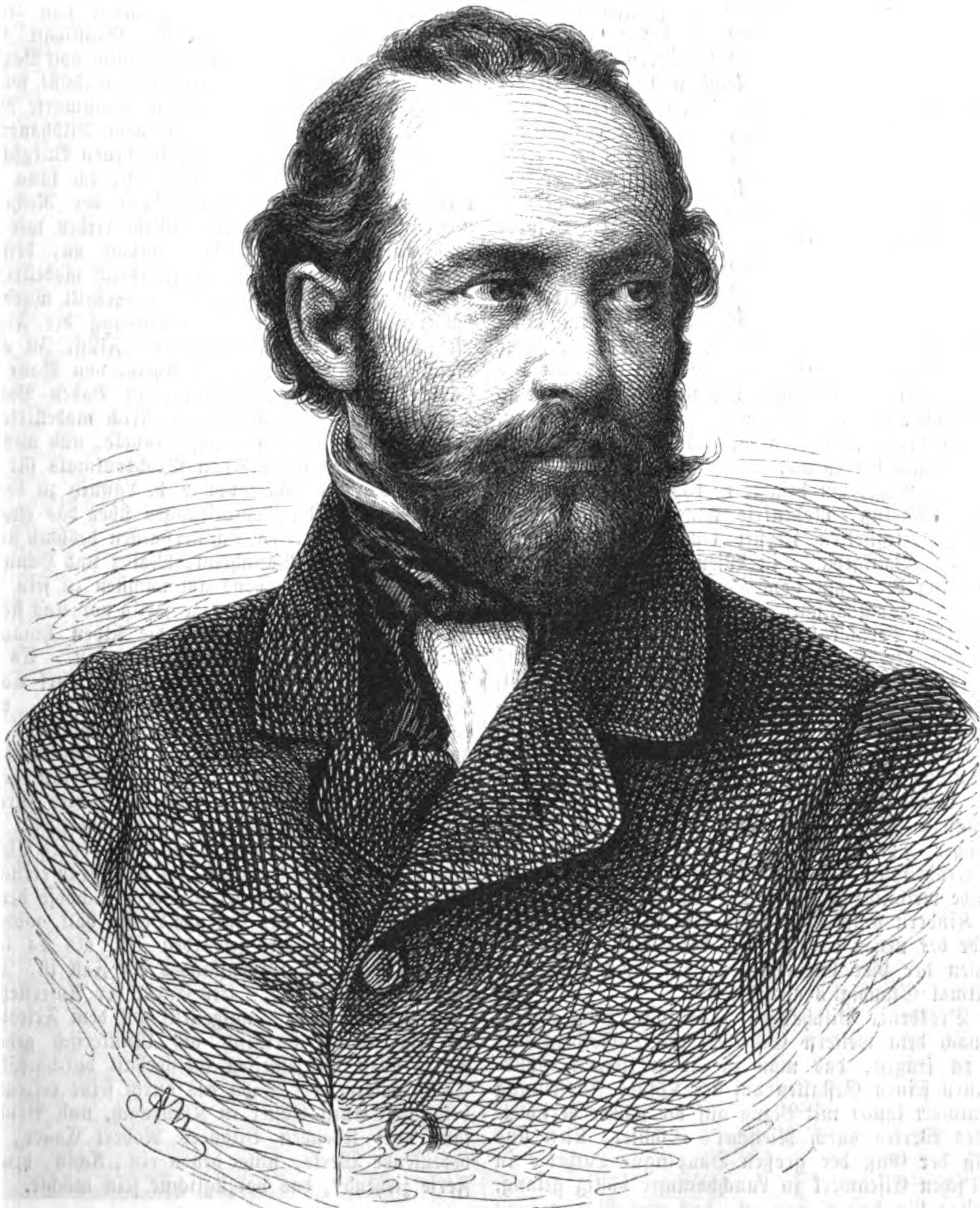
Julius Schrader, Stich von Adolf Neumann

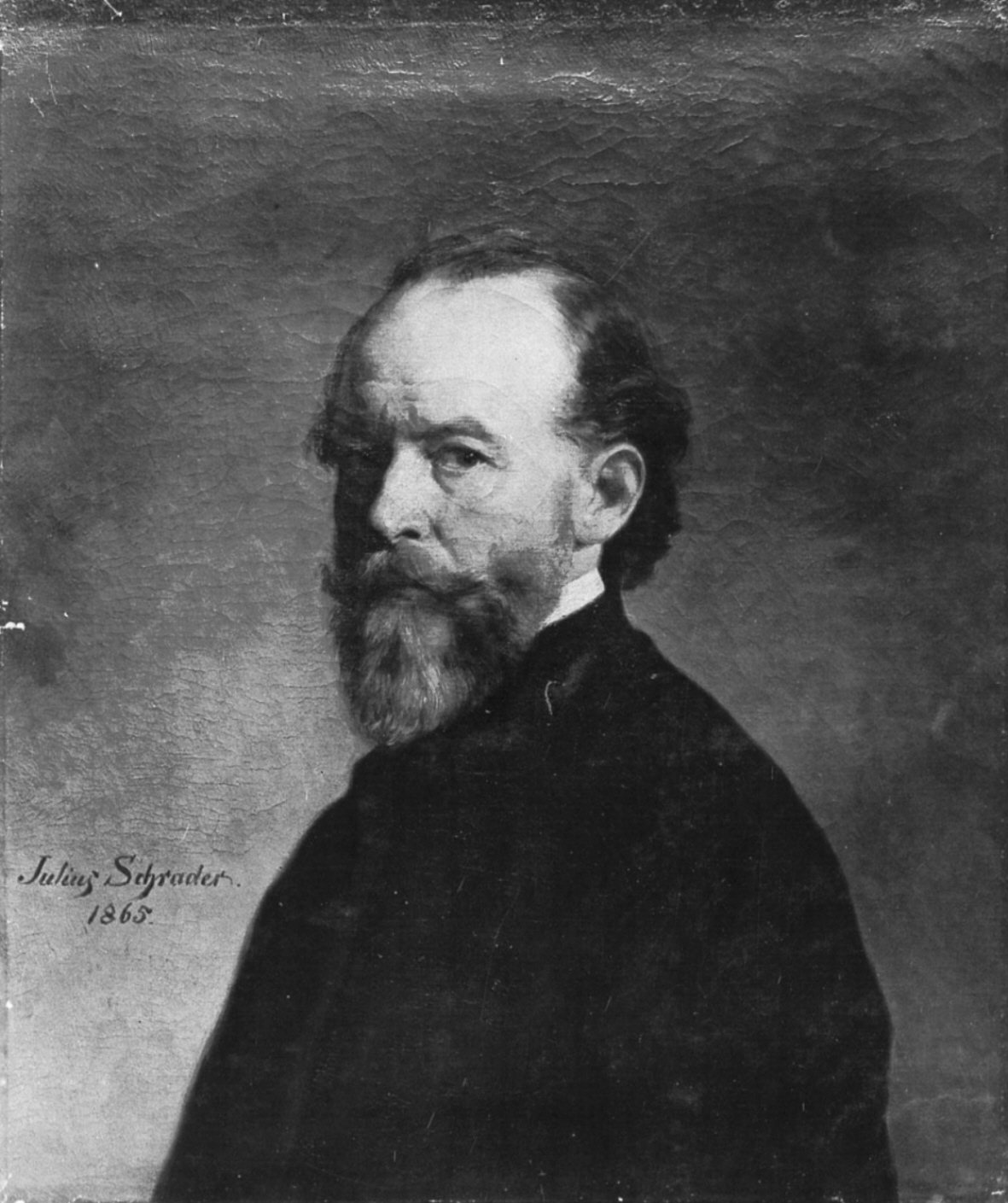
Julius Schrader, Selbstporträt, 1865

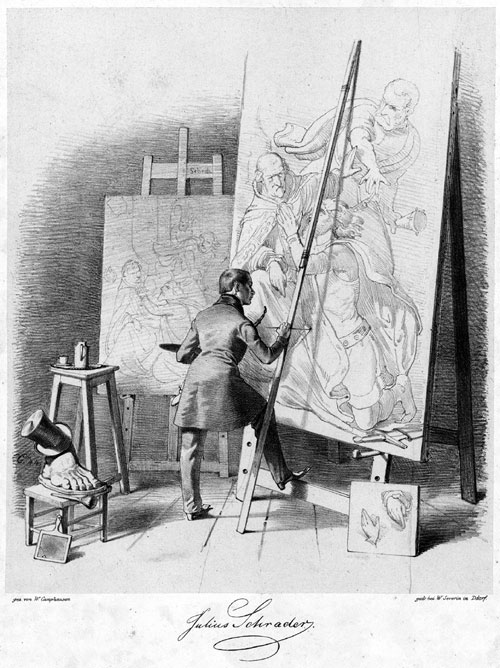
Julius Schrader in seinem Atelier, „Papst Gregor VII. und Graf Cencius“ malend, Stich von Wilhelm Severin nach einer Zeichnung von Wilhelm Camphausen in: Schattenseiten der Düsseldorfer Maler, 1845

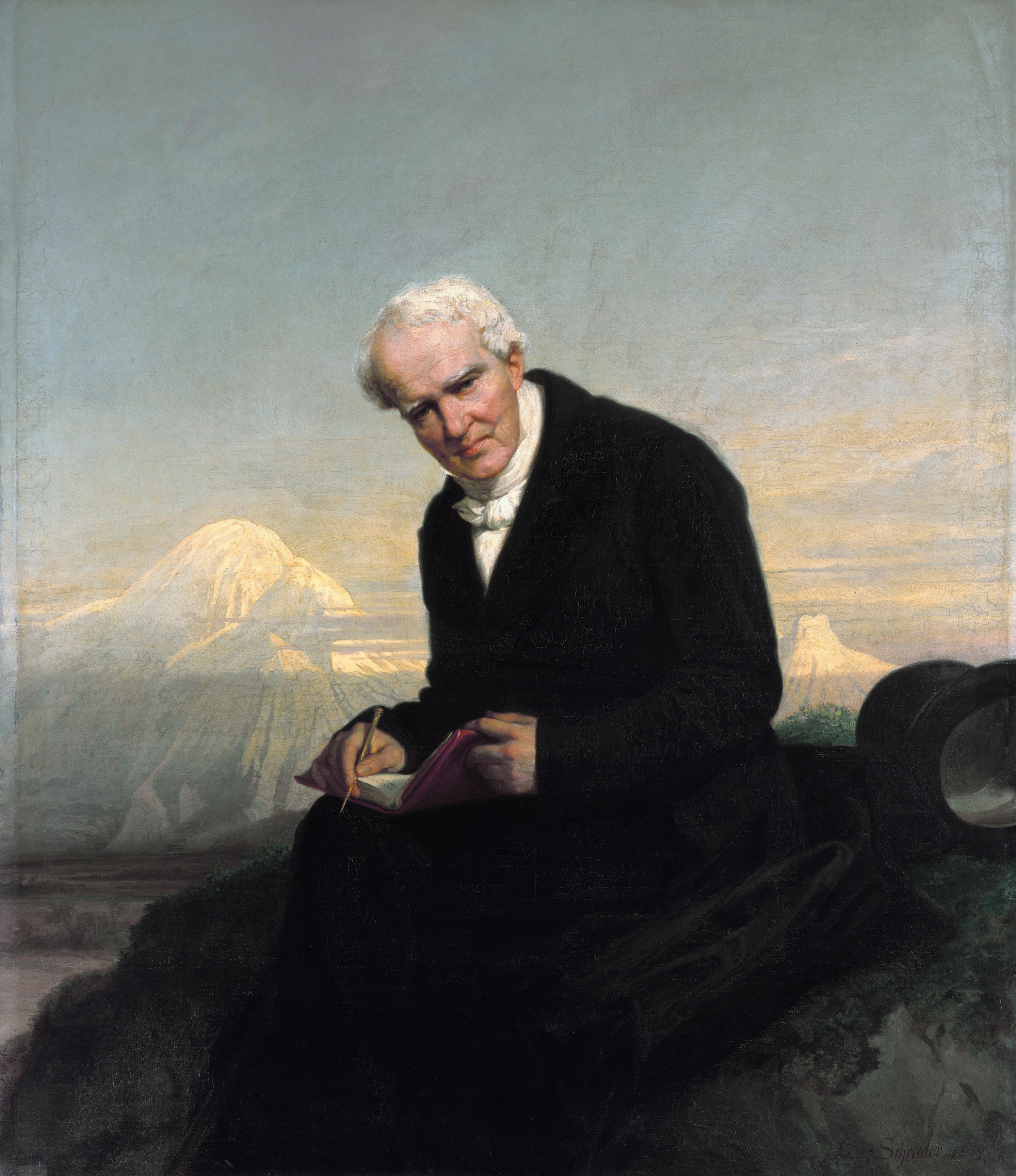
Porträt Alexander von Humboldt, 1859, Gemälde von Julius Schrader im Metropolitan Museum of Art, New York

Julius Friedrich Anton Schrader (* 16. Juni 1815 in Berlin; † 16. Februar 1900 in Groß-Lichterfelde) war ein deutscher Maler der Düsseldorfer Schule.

## Leben
Julius Schrader, Sohn des 1811–1836 in Berlin, später in München tätigen Malers, Kopisten und Restaurators Antonio Schrader, besuchte von 1830 bis 1832 die Berliner Akademie. An der Düsseldorfer Akademie setzte er 1837 bis 1844 sein Studium unter Friedrich Wilhelm von Schadow fort. Nach Abschluss der Akademie blieb er in Düsseldorf und wurde durch Bildnisse und Historiengemälde wie das Bild Vergiftungsversuch an Kaiser Friedrich II. bekannt.
1844/1845 führte ihn eine Studienreise nach Italien. Er lebte von Mai 1845 bis April 1847 in Rom und nahm 1846 am Cervarofest des Deutschen Künstlervereins teil. Ferner bereiste er die Niederlande, Belgien, Frankreich und England. 
Nach seiner Rückkehr nach Berlin 1848 widmete er sich vor allem der Historienmalerei und war in den 1850er Jahren an der Ausmalung des Neuen Museums beteiligt. Von 1856 bis 1892 war Julius Schrader als Lehrer an der Berliner Akademie tätig.
Mit Historienbildern, die Julius Schrader ab 1844 auf Berliner Ausstellungen zeigte, wurde seine Kunst wegen des „belgischen Kolorits“ gerühmt und in der Nachfolge der Malerei von Peter Paul Rubens und Anthonis van Dyck rezipiert. Er starb am 16. Februar 1900 in Groß-Lichterfelde bei Berlin.

## Werke (Auswahl)
- Die Übergabe von Calais (1847)
- Wallenstein und Seni (1850)
- Die Tochter Jephthas
- Der Tod Leonardo da Vincis (1851)
- Karl I., von seiner Familie Abschied nehmend (1855), Nationalgalerie Berlin
- Esther vor Ahasver (1856)
- Die Morgenwacht (1858)
- Die schlafwandelnde Lady Macbeth (1860)
- Abschied Oldenbarneveldts
- Huldigung der Städte Berlin und Cölln (1874)
- Die Anbetung der Weisen (1885)
- Porträt Alexander von Humboldts (1859), Öl auf Leinwand, 158,8 × 138,1 cm, Metropolitan Museum of Art, New York
- Porträt Alexander von Humboldts, Öl auf Leinwand, Staatsbibliothek zu Berlin, Raralesesaal[3]
- Porträt Peter Reichenspergers (1865), Öl auf Leinwand, 162,5 × 77 cm, Privatbesitz
- Porträt Leopold von Rankes (1868), Nationalgalerie Berlin
- Wandgemälde Einweihung der Hagia Sophia durch Justinian (zerstört), Südkuppelsaal des Neuen Museums

## Illustrationen (Auswahl)
- In: Deutsche Dichtungen mit Randzeichnungen deutscher Künstler. Düsseldorf, Buddeus, (Bände 1–2) 1843. Digitalisierte Ausgabe der Universitäts- und Landesbibliothek Düsseldorf